# Klaus Hödl
Klaus Hödl (* 1963 in Radkersburg) ist ein österreichischer Historiker. Er ist Universitätsdozent für Geschichte und Mitarbeiter am Centrum für Jüdische Studien an der Karl-Franzens-Universität Graz.
Klaus Hödl studierte u. a. Geschichte in Graz, promovierte 1991 mit der Arbeit „Vom Shtetl an die Lower East Side.“ Galizische Juden in New York und wurde 2002 habilitiert mit der Arbeit Gesunde Juden, kranke Schwarze. Die Waldheim-Affäre hatte sein Interesse auf das Judentum gelenkt. Seine Studie über die galizischen Juden in Wien wurde vom Jewish Welcome Service Vienna beauftragt.
2001 wirkte er maßgeblich mit an der Gründung des Centrums für Jüdische Studien an der Universität Graz.
2006/07 arbeitete er in Jerusalem.